# Macedónia a 2010. évi téli olimpiai játékokon

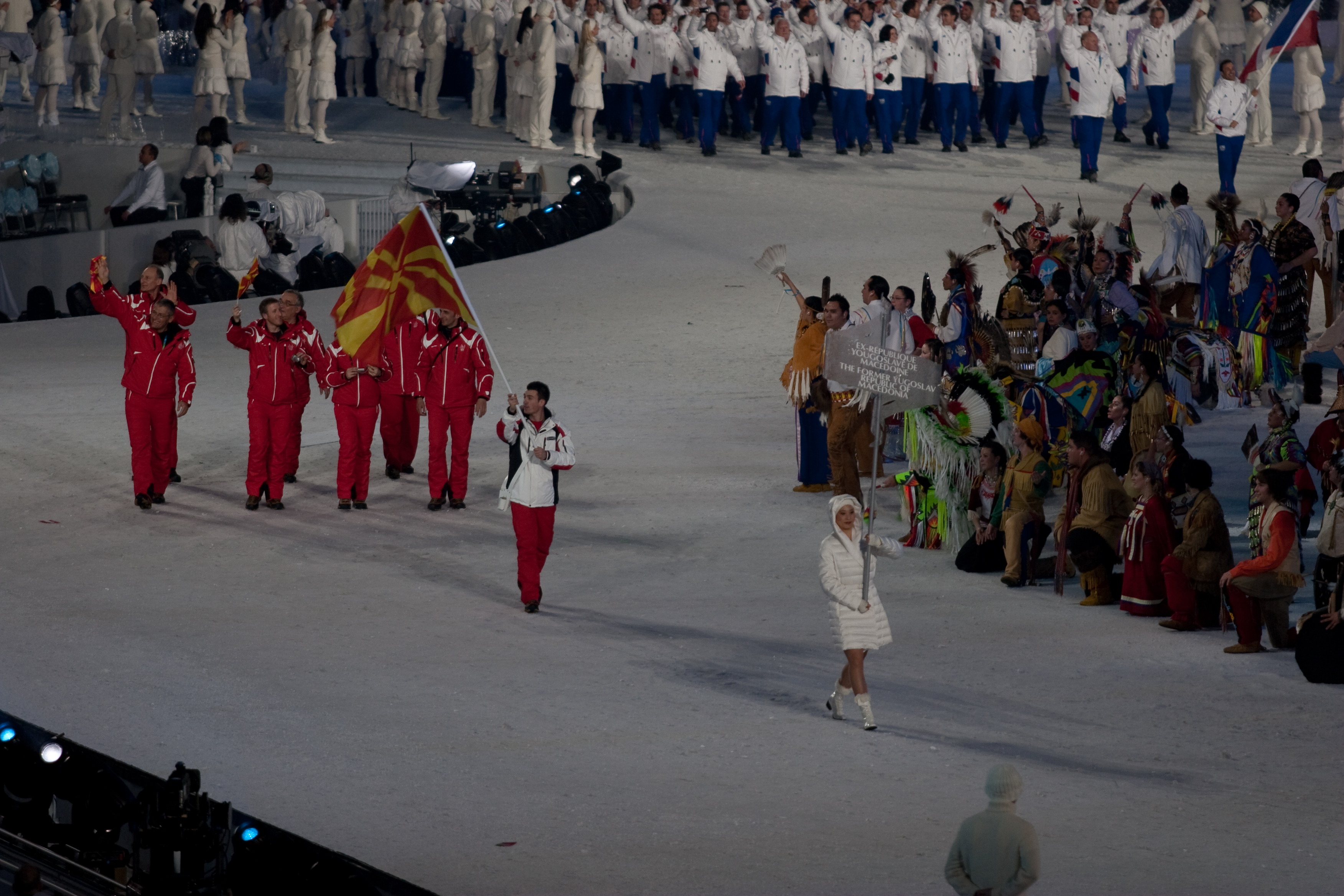
Macedónia olimpiai küldöttsége a megnyitón

Macedónia a kanadai Vancouverben megrendezett 2010. évi téli olimpiai játékok egyik részt vevő nemzete volt. Az országot az olimpián 2 sportágban 3 sportoló képviselte, akik érmet nem szereztek.

## Alpesisí
Férfi
| Versenyző           | Versenyszám      | 1. futam      | 1. futam      | 2. futam | 2. futam | Összesítés | Összesítés |
| Versenyző           | Versenyszám      | Idő           | Hely.         | Idő      | Hely.    | Idő        | Helyezés   |
| ------------------- | ---------------- | ------------- | ------------- | -------- | -------- | ---------- | ---------- |
| Antonio Risztevszki | Műlesiklás       | nem ért célba | nem ért célba | kiesett  | kiesett  | kiesett    | kiesett    |
| Antonio Risztevszki | Óriás-műlesiklás | 1:24,29       | 55.           | 1:27,61  | 53.      | 2:51,90    | 53.        |

## Sífutás
Férfi
| Versenyző          | Versenyszám | Eredmény | Helyezés |
| ------------------ | ----------- | -------- | -------- |
| Darko Damjanovszki | 15 km       | 41:48,2  | 85.      |

Női
| Versenyző        | Versenyszám | Eredmény | Helyezés |
| ---------------- | ----------- | -------- | -------- |
| Roszana Kiroszka | 10 km       | 34:45,8  | 76.      |